# Бабыкин, Константин Трофимович
Константи́н Трофи́мович Бабы́кин (12 [24] сентября 1880, Соликамский уезд, Пермская губерния — 14 ноября 1960, Свердловск) — российский и советский архитектор. Известен как основатель архитектурного образования в Екатеринбурге.

## Биография

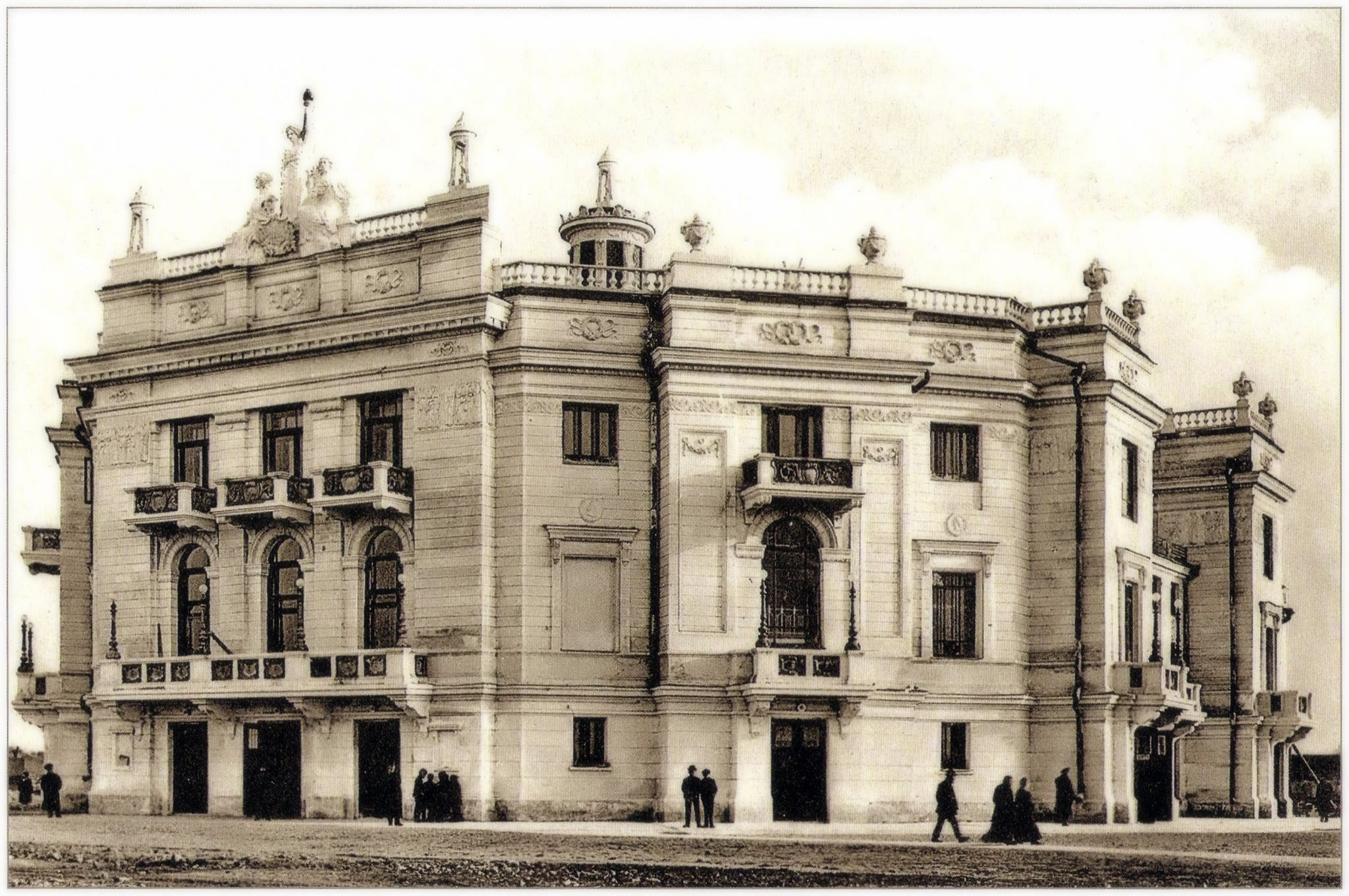
Театр оперы и балета (1912)

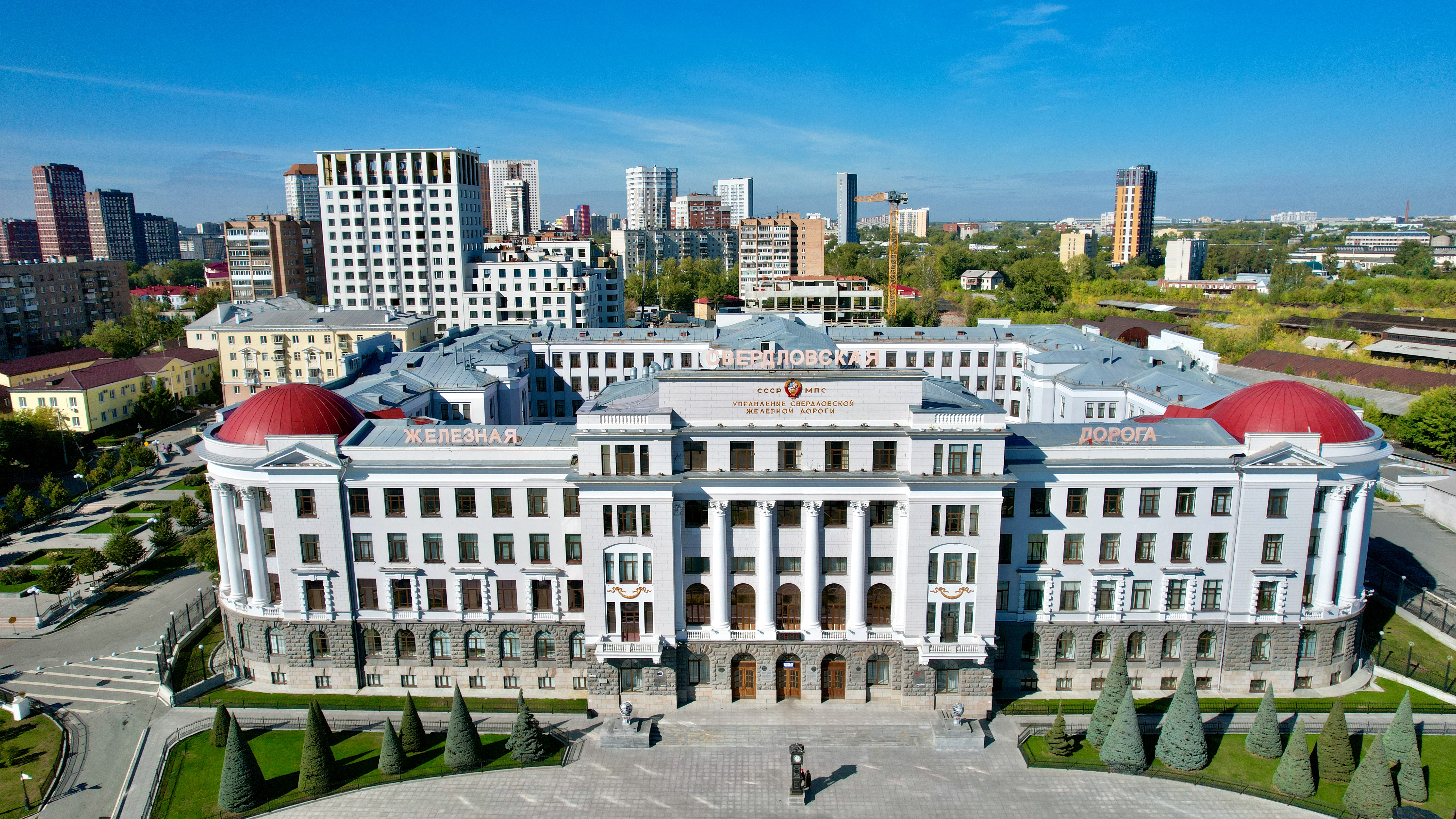
Здание Управления Свердловской железной дороги в Екатеринбурге

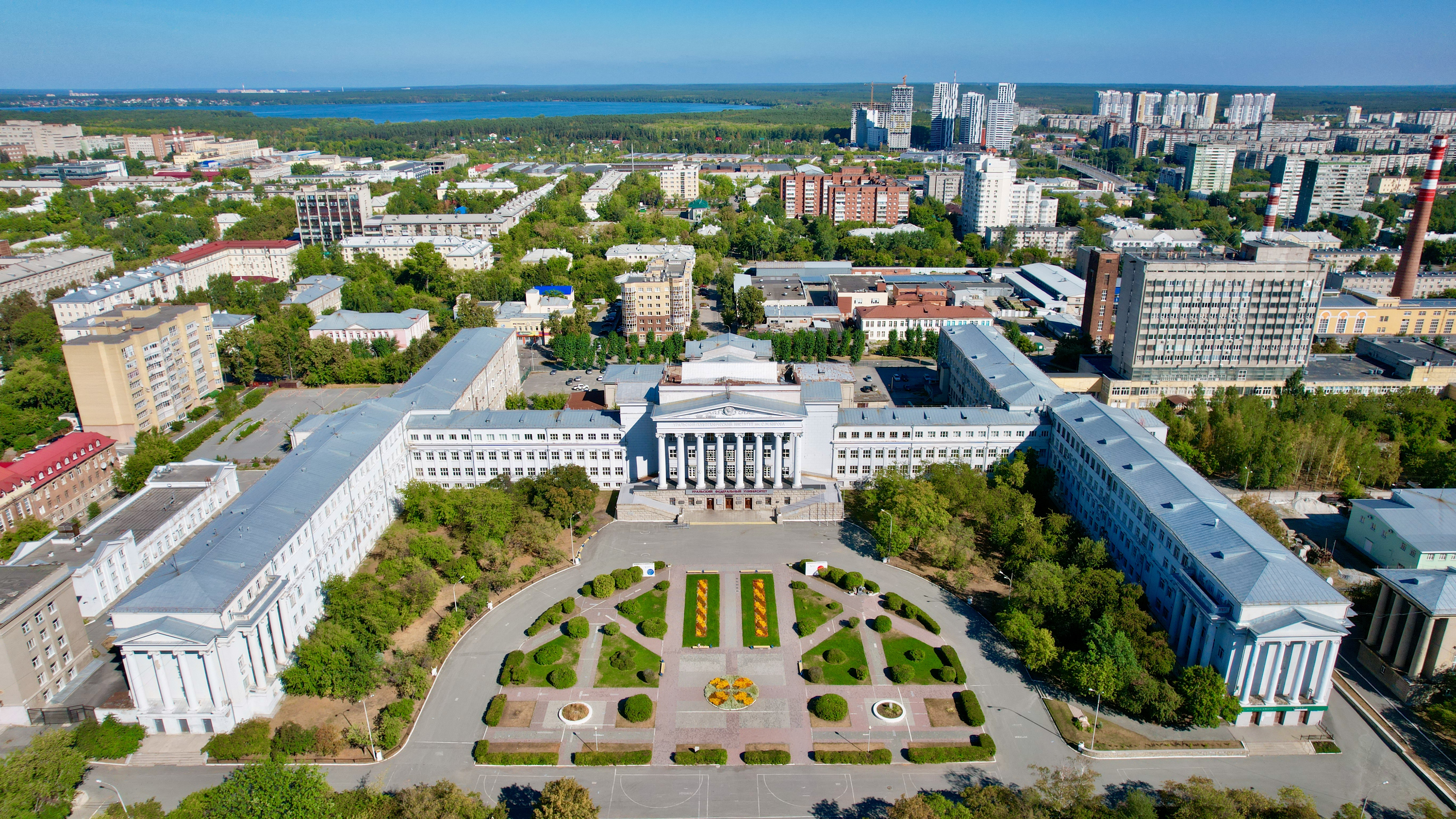
Главный корпус Уральского политехнического института

Родился в селе Архангельском Соликамского уезда Пермской губернии в семье служащего. Через несколько лет семья перебралась в Чердыни, где отец стал работать на заводе.
Константин рос талантливым ребёнком, прилежно и старательно учился в школе. Способности мальчика вскоре были замечены управляющим заводом, на попечении которого находилась школа и по протекции которого Бабыкин был отправлен для дальнейшего обучения в Пермь.
В 1900 году закончил Пермское реальное училище, поступил в Киевский политехнический институт на строительный факультет, где занимался под руководством архитектора В. В. Городецкого. Перед окончанием был выслан как неблагонадёжный в Пермь, где 1 апреля 1906 года поступил в управление Пермской железной дороги на должность архитектора. Написал дипломный проект, вернулся в Киев и защитил его, став выпускником по специальности «Гражданская и промышленная архитектура». В 1907 году переехал в Екатеринбург.
В 1910—1912 годах по его проекту был построен гимнастический зал для Екатеринбургской мужской гимназии. В то же время спроектировал здание нового вокзала в Екатеринбурге (1912), рядом с уже существовавшим с 1878 года старым вокзалом.
В 1910-е годах принял участие в сооружении Нового городского театра. Вместе с инженером Т. И. Ремельтом выполнил все расчёты и осуществил рабочее проектирование. Он же вёл и производство работ на площадке, а также авторский надзор за строительством. На этой стройке, по настоянию Бабыкина, впервые на Урале применялось бетонирование крупных конструкций. Железобетонные своды вместо кирпичных не только обусловили необычную форму зрительного зала, но и его великолепную акустику.
Одновременно с этим начал преподавательскую работу в 1914 году, организовав строительные курсы, преобразованные позже в Уральский политехникум, где работал до 1921 года.
В 1919 году, при отступлении армии Колчака в Сибирь, в числе других инженерно-технических работников и интеллигенции Бабыкина вывезли из города. Работал архитектором технического отдела управления Забайкальской железной дороги в Иркутске, в Омске — начальником отдела гражданских сооружений Сибирского округа путей сообщения.
В мае 1921 года вернулся в Екатеринбург, работает заместителем начальника службы пути и начальником проектной группы Пермской железной дороги. В мае 1923 года переведён на должность начальника проектно-технического отдела управления дороги: проектирует депо, мастерские и рабочие клубы для Перми, Тагила, Тюмени, Верещагина, Чусовской.
В конце 1920-х был назначен заместителем главного инженера и руководителем проектного бюро организации «Уралвтузстрой», которая была специально создана для возведения комплекса зданий Уральского политехнического института. С 1931 года работал в УПИ — доцент кафедры стройматериалов и частей зданий (1933). В 1933 году возглавил кафедру архитектуры строительного факультета, на которой в 1938 году стал профессором. После окончания Великой Отечественной войны по настоянию Бабыкина открывается первая группа архитектуры, в которую были зачислены 39 студентов.
Заложенные им основы высшего архитектурного образования позволили его ученику Н. С. Алфёрову создать на базе кафедры архитектуры филиал Московского архитектурного института (1967), а затем преобразовать его во второй в России — Свердловский архитектурный институт (1972).
Проживал по адресу Красноармейская, 8.
Награждён орденом «Знак Почёта» (1951).
1 сентября 1957 года вышел на пенсию. Скончался 14 ноября 1960 года в Свердловске. Похоронен на Ивановском кладбище Екатеринбурга.

## Построенные здания
- Гимнастический зал мужской гимназии (ныне спортзал девятой гимназии) (1910—1912)
- Второе здание железнодорожного вокзала (1910—1912)[11] (в 1939 году реконструировано с надстройкой второго этажа)
- Здание Делового клуба (ныне Свердловская государственная академическая филармония) (1912—1913)
- Здание мануфактурного магазина купца Бардыгина (ул. Вайнера, 11, ныне одно из зданий Екатеринбургского музея изобразительных искусств)
- Здание Театра оперы и балета (1910—1912), по эскизу арх. В. Н. Семёнова
- Здание Екатеринбургского Пассажа (проект 1914 года), ныне заменено торговым центром.
- Здание Коммерческого собрания (1915) (позднее вошло в здание Свердловского театра музыкальной комедии), по другим данным это был Клуб приказчиков, построенный архитектором Лебединским.
- Дворец культуры железнодорожников (1930)
- Здание Управления Свердловской железной дороги (1925—1928) (памятник архитектуры федерального значения)
- Здание УНИХИМа, перекрёсток 8 марта и пер. Химиков (1928—1930)[12]
- Здание химфака Лесотехнического института (Ленина, 79)
- Комплекс зданий Уральского политехнического института (в том числе оформление главного корпуса УПИ (1930—1939), химического факультета УПИ (1936))

## Память

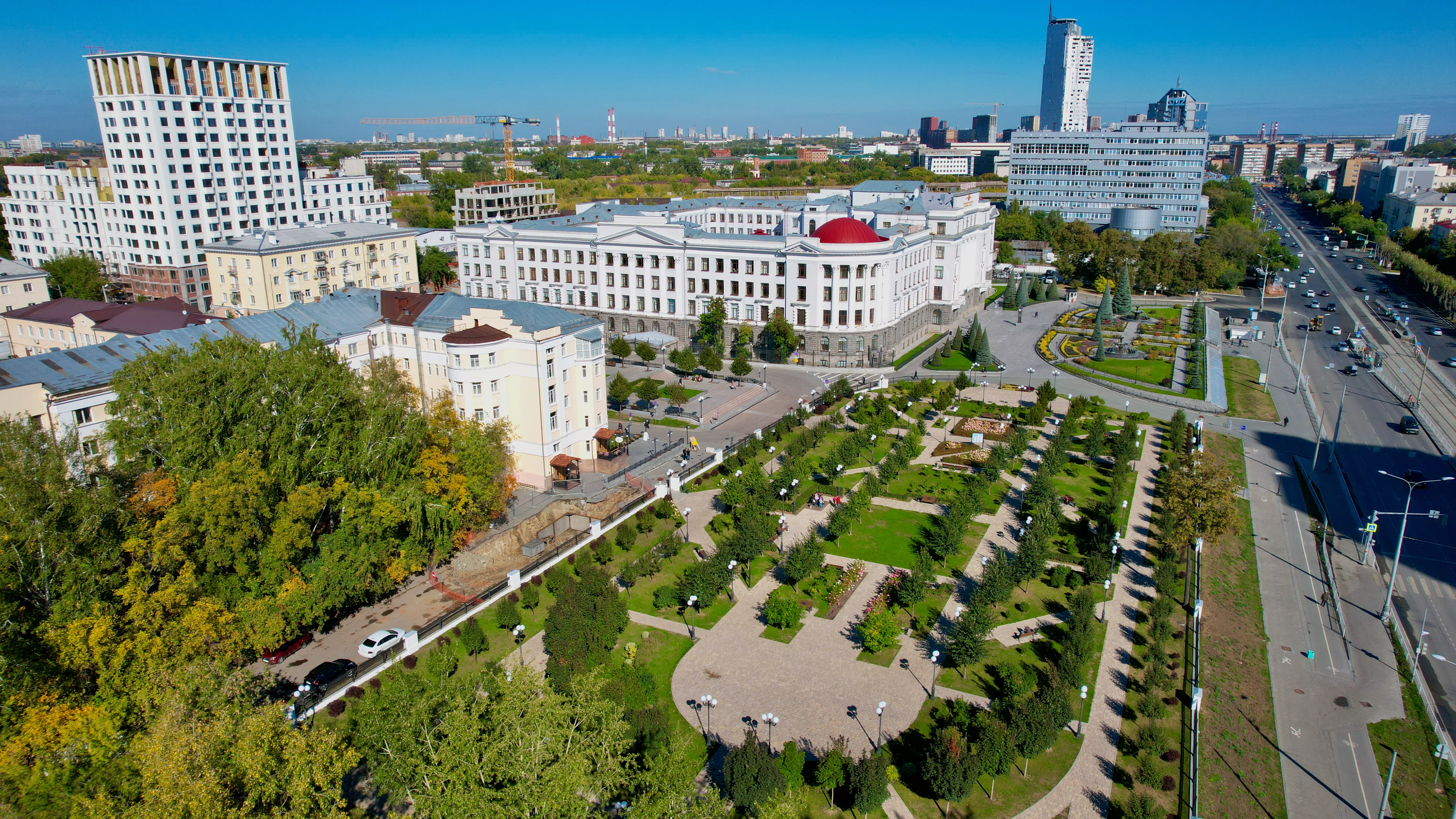
Сквер им. К. Т. Бабыкина к югу от Управления дороги
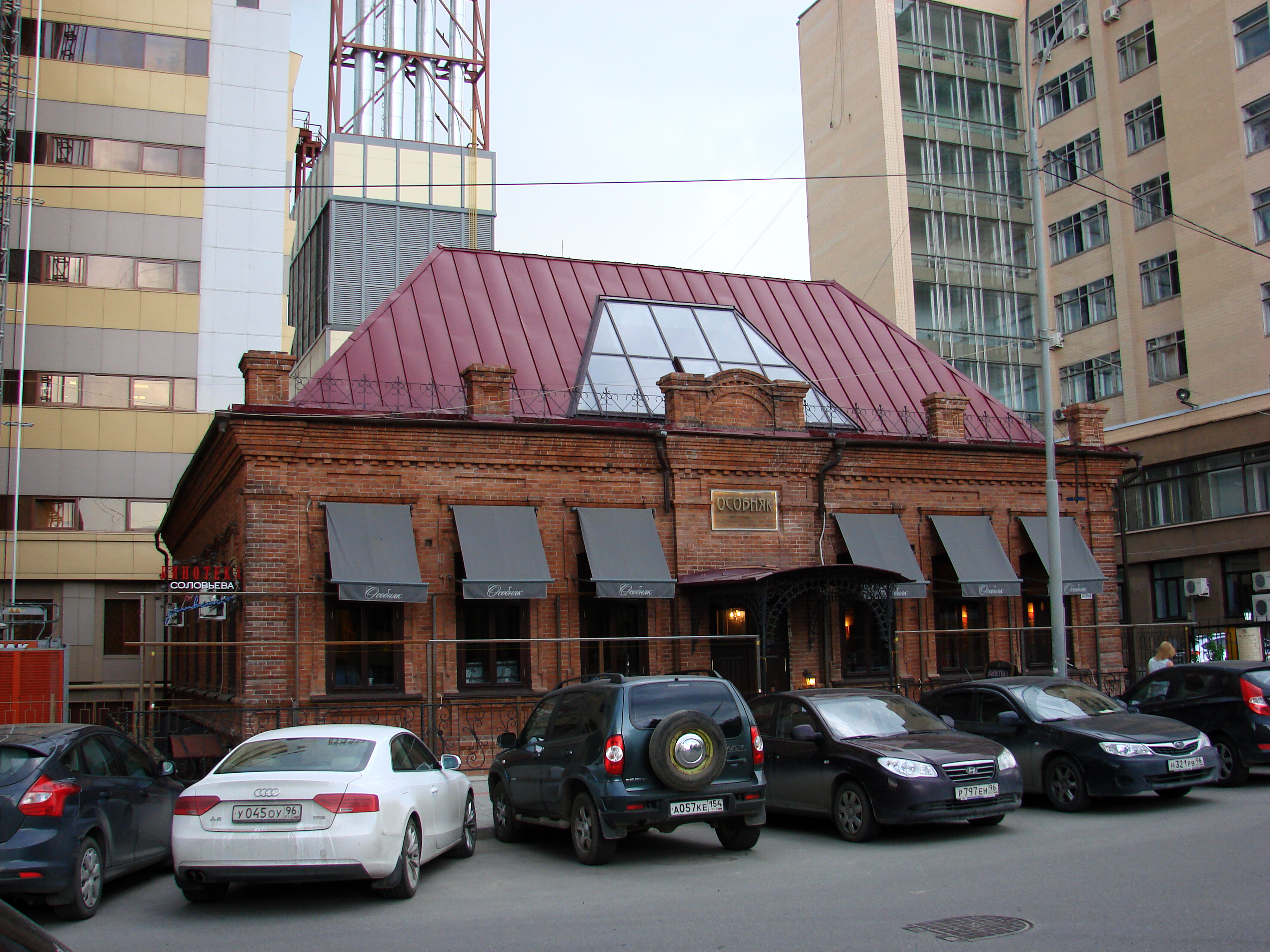
Дом, где жил К. Т. Бабыкин (Красноармейская, 8)
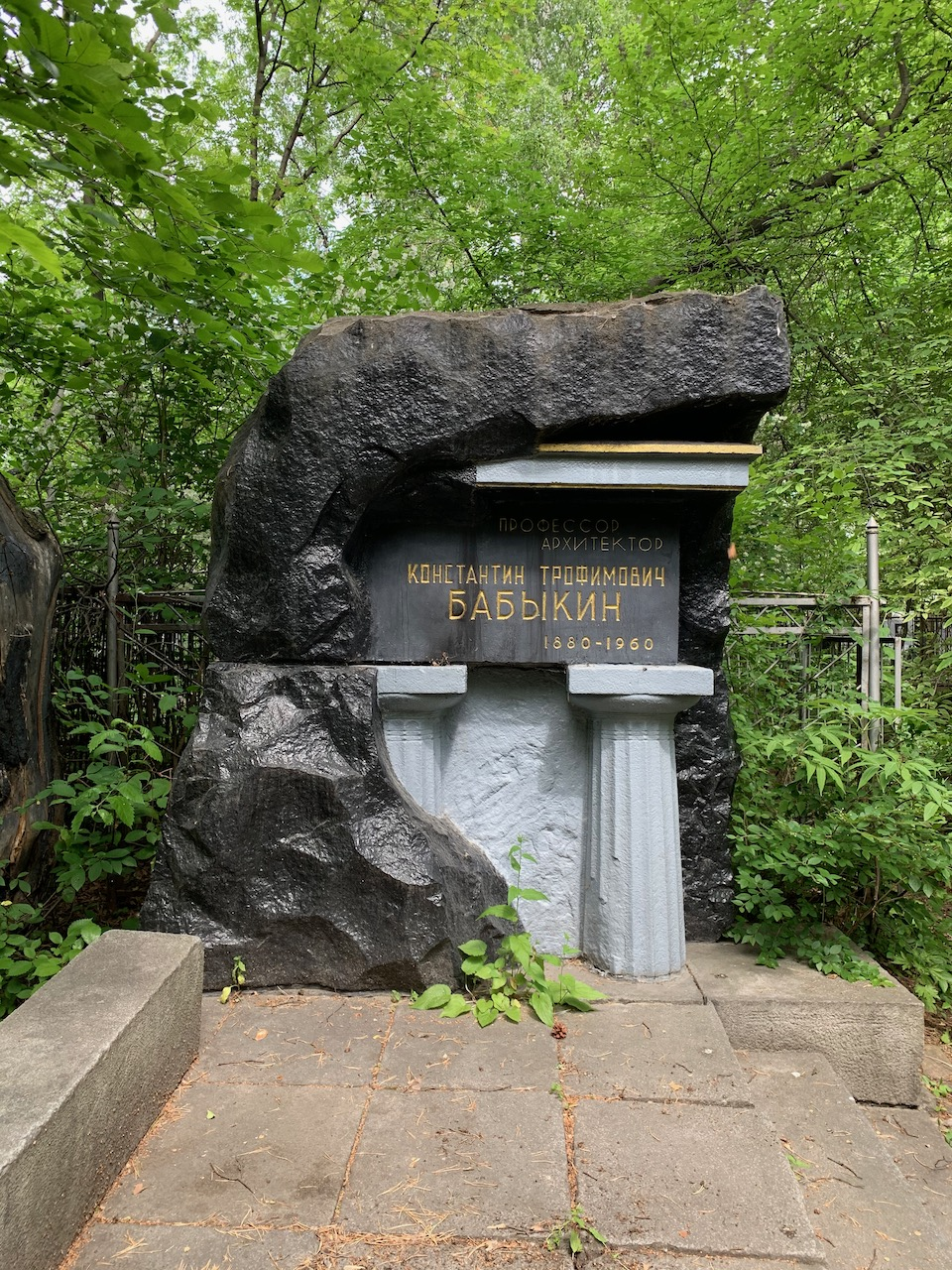
Памятник на могиле архитектора

В честь К. Т. Бабыкина установлены мемориальные знаки на здании Екатеринбургского театра оперы и балета, в фойе УрФУ. Именем архитектора с памятником ему назван сквер, расположенный вблизи здания Управления СвЖД.

На могиле Бабыкина на Ивановском кладбище установлен памятник (по проекту архитектора Б. М. Давидсона).